# Léonce Cuvelier
Pour les articles homonymes, voir Cuvelier.
Léonce-Édouard Cuvelier, né le 7 août 1874 à Paris 11e et mort en 1959 à Beauport est un peintre et dessinateur français et canadien.

## Biographie
Il effectue son service militaire en Afrique du Nord et au Viêtnam. Il immigre au Canada en 1911. Lors d'un premier séjour à New York, il étudie le dessin de perspective et d'architecture à l'Université Columbia. De retour à Paris en 1908, il poursuit des études en décoration scénique avec Carpesa et Scimas (décorateurs de l'Opéra de Paris).

## Expositions
- 1912 : Spring Exhibition, Art Association of Montreal[5]
- 1913 : Spring Exhibition, Art Association of Montreal[5]
- 1915 : Spring Exhibition, Art Association of Montreal[5]
- 1935 : Syndicat d'initiative de Trois-Rivières[6]

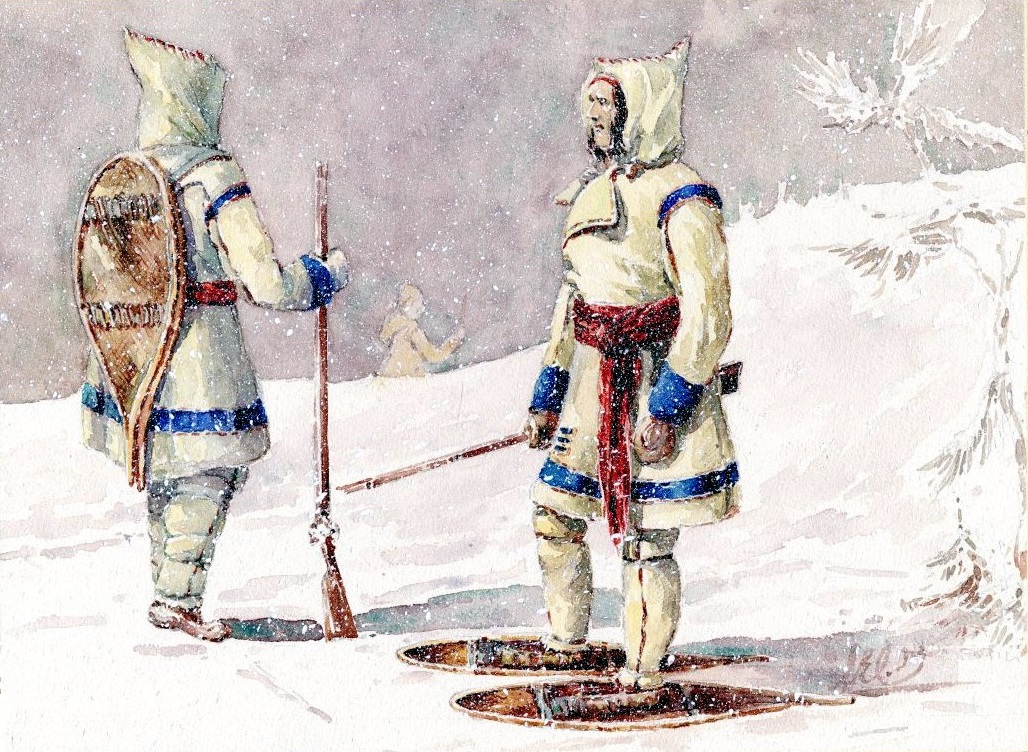
Costume d'hiver des Indiens de Lorette
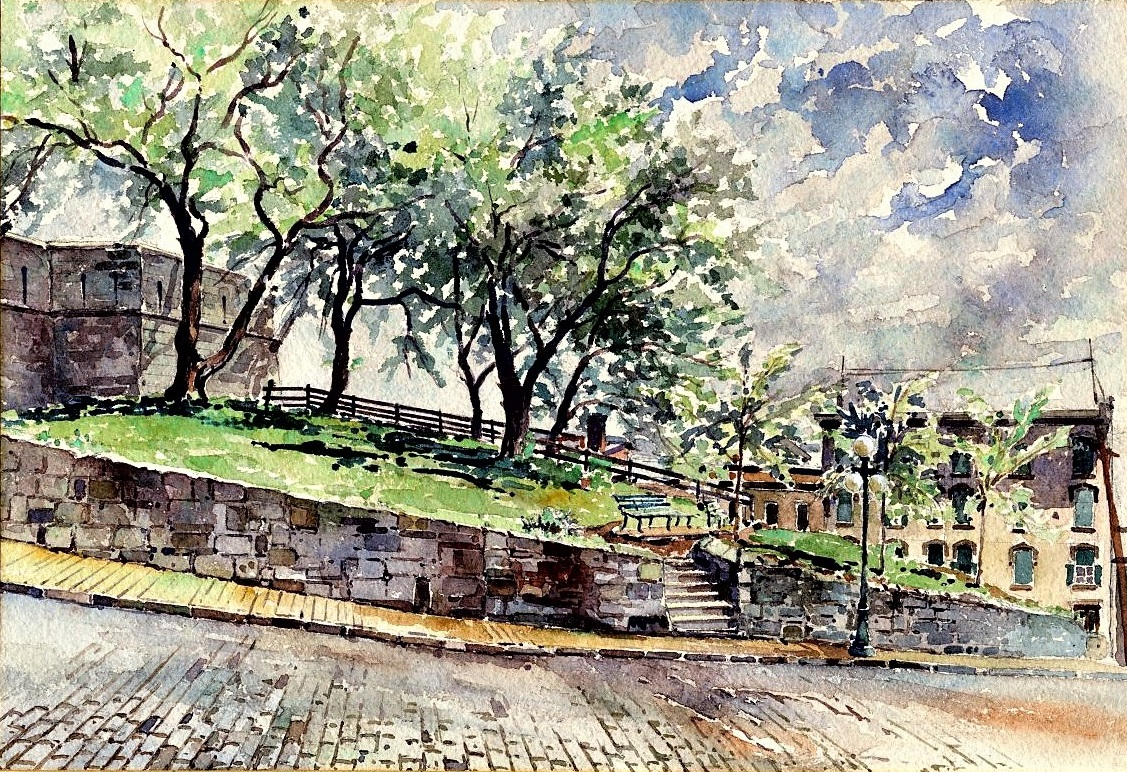
Côte de la Montagne, Québec, vers 1940

## Musées et collections publiques
- Bibliothèque et Archives nationales du Québec, fonds d'archives contenant plusieurs aquarelles[7] et cartes postales[8]
- Musée de la civilisation, collection de la Compagnie de Jésus et Séminaire de Québec, peintures[9]
- Musée national des beaux-arts du Québec[10],[11]
- Musée Pierre-Boucher
- Site patrimonial de pêche Déry, peintures[12]
- Ville de Montréal